# Gewog de Bongo
Le gewog de Bongo (dzongkha : སྦོང་སྒོར) est un gewog, c'est-à-dire un groupe de villages, situé dans le district de Chukha au Bhoutan. Le gewog est le plus grand du district avec une superficie de 396 kilomètres carrés. Il contient 15 villages.